# 希腊犹太人大屠杀

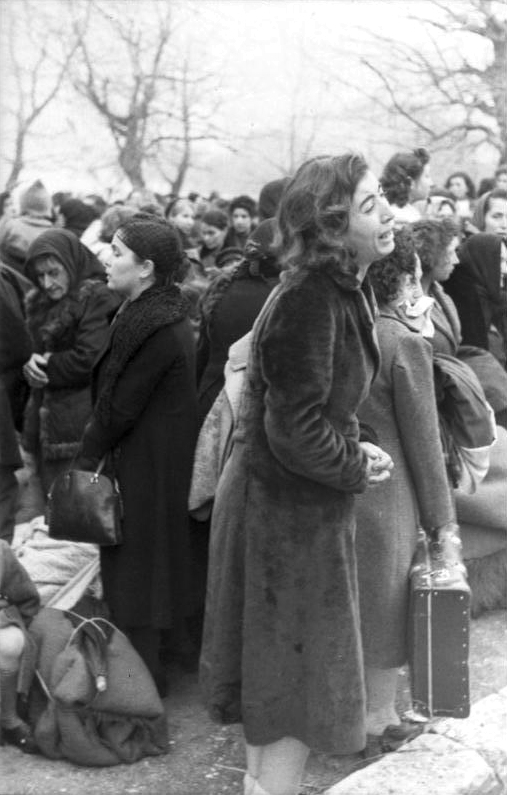
1944年3月25日约阿尼纳的羅馬尼奧猶太人面临驱逐，青年女子失声痛哭。他们几乎全部死在奥斯威辛集中营

第二次世界大战期间，绝大多数希腊犹太人逐入奥斯威辛集中营后丧生，死亡比例高达83%至87%，居欧洲各国首位。
战争爆发前，希腊27个社区共有7.2到7.7万犹太人生活，其中1912年希腊占领并割据的前奥斯曼帝国城市塞萨洛尼基就有五万。希腊犹太人多为源自伊比利亚半岛、操犹太西班牙语的塞法迪犹太人，也有说希腊语的羅馬尼奧猶太人，是世代在希腊传承的古犹太人。德国、意大利、保加利亚入侵并在1941年4月占领希腊，此后一年没有颁布直接针对犹太人的体制化措施。
1943年3月，保加利亚占领区将四千多名犹太人逐往特雷布林卡灭绝营。3月15日至8月，塞萨洛尼基和周边德国占领社区几乎所有犹太人均逐至奥斯威辛集中营。意大利占领区统治者一直反对驱逐犹太人，同年九月该国停战，占领区由德国接管。1944年3月，雅典、约阿尼纳等原意大利占领区的犹太人同样遭遇围捕和驱逐，同年中期各岛生活的犹太人沦为目标。希腊犹太人有些东躲西藏，有些与希臘抵抗運動并肩战斗，还有少数遭驱逐后存活，幸存者总数约万人。
犹太人财物落入其他民族之手，二战结束后幸存者追溯财产之路障碍重重。战后十年约半数幸存希腊犹太人移民以色列等国。轴心国占领希腊时期的种种事态长期为犹太人大屠杀蒙上阴影，进入21世纪后学界关注度提升。

## 背景
羅馬尼奧猶太人说希腊语，是欧洲最古老的犹太人团体，估计可追溯至前6世纪。15世纪末西班牙、葡萄牙驱逐犹太人，大量操犹太西班牙语的塞法迪犹太人定居奥斯曼帝国，有些居住地后属希腊领土。塞法迪犹太人数量远超羅馬尼奧猶太人，文化上占据主导。二战爆发前，希腊南部、西部、北部的犹太人历史各不相同。
- 19世纪20年代希腊独立战争期间，革命派系杀害伯罗奔尼撒与中希腊大量犹太人，以防他们拖后腿，其他犹太人大多逃往奥斯曼帝国[6][7]。新独立的希腊几乎所有居民都信奉东正希臘教會，定为國教可谓顺理成章。留在新希腊的犹太人很少，最大的犹太社区不过是哈尔基斯仅50户羅馬尼奧猶太人。[8][9]希腊独立并设立君主制后，中欧少量阿什肯納茲猶太人和奥斯曼帝国的塞法迪犹太人来到雅典，大部分人前来追随新国王巴伐利亚的奥托。他们与希腊社会和政治生活和谐共处[10][11]，自认信奉犹太教的希腊人[12]。
- 罗马尼奥犹太人公元前几个世纪沿今希腊西部贸易路线、特别是厄纳齐雅大道沿线定居，如今基本集中在伊庇鲁斯地区[13][14]。19世纪至20世纪初约阿尼纳的犹太人迁移出境，留下的只有数千人。奥斯曼帝国统治希腊西部，直到1912至1913年巴尔干战争期间由希腊占领。[15]
- 穆罕默德二世1455年下令罗马尼奥犹太人迁入君士坦丁堡，色雷斯、马其顿、希腊中部的犹太人基本绝迹[16]。奥斯曼帝国15世纪末同意塞法迪犹太人迁居拉里萨以西爱琴海畔，后来迁入的阿什肯纳兹犹太人地位始终不及[17]。二战爆发前，塞萨洛尼基约有五万犹太人[18]，人称“巴尔干的耶路撒冷”[19]，历史上犹太人长期占多数且以塞法迪犹太人为核心[20]。1917年火灾将大部分城区烧成白地，犹太人势力大减但人口仍占多数[21]，直到1922年东色雷斯和安納托利亞大量希腊难民涌入[22][23]。
- 科孚岛、罗得岛、克里特岛等希腊岛屿上有不少塞法迪犹太人和罗马尼奥犹太人，在威尼斯人治下生活多年或受其影响，岛上犹太人普遍会意大利语[24][25]。

巴尔干战争前希腊境内犹太人不足万人，战时领土扩张令犹太人口连翻三番。他们不时遭遇反犹太暴力，如1891年科孚岛暴动、希腊民族联盟1931年在塞萨洛尼基郊区发动的坎贝尔反犹骚乱。第一次世界大战结束后，大批犹太人因经济低迷离开希腊。富有商人率先移民欧洲、拉美、美国，经济条件不及的大量犹太人在20世纪30年代离开塞萨洛尼基前往巴勒斯坦託管地。塞萨洛尼基犹太人面临的希腊化压力很大，逐渐由占多数的希腊人同化，希腊语甚至成为部分年轻一代的母语。史家史蒂文·鲍曼指出，希腊犹太人在1943至1945年遭肉体毁灭，针对他们的经济、社会、政治攻击可以追溯到二战爆发前。塞萨洛尼基犹太人政治上四分五裂，反对同化的保守派、錫安主義、共产主义分散族群精力，不利于犹太人整体应对外界压力。1936年梅塔克萨斯推翻不稳定的议会政体。二战爆发之际，希腊27个社区共有7.2到7.7万犹太人，大部分住在塞萨洛尼基。

## 轴心国占领期

希腊轴心国占领区：红色为德国占区，蓝色意大利占区，绿色保加利亚占区

1940年10月28日，意大利向希腊独裁者扬尼斯·梅塔克萨斯发出最后通牒，以宣战威胁希腊接受意大利军队占领。梅塔克萨斯回绝后意大利马上入侵。犹太社区声称12898名犹太人为希腊而战，613人阵亡，3743人受伤，其中又以1940年末牺牲的莫迪凯·弗里齐斯最富盛名。1940年冬至1941年春，意大利与希腊在阿尔巴尼亚交手，1941年4月德国参战，当月就占领希腊本土全境，五月拿下克里特岛。4月26日部分军方将领在德国支持下宣布成立新政府，皇室辗转克里特岛逃到开罗并主持希腊流亡政府。希腊战俘均在一个月后获释，犹太裔军人也不例外。
1941年中期，希腊划为三大占领区。德占区主要是战略要地，如塞萨洛尼基、比雷埃夫斯港、大部分克里特岛和部分爱琴海岛屿，希腊本土和大部分岛屿属意占区。保加利亚占领西色雷斯、东马其顿后马上推行严苛的保加利亚化政策，西迁希腊难民过十万。希腊傀儡政府把保加利亚视为主要威胁，竭力争取德国支持，限制保占区面积。1943年6月，德国控制的部分东马其顿地区转交保加利亚。

## 反犹迫害
德国警察马上开始在德占区按图索骥，逮捕希腊犹太知识分子、塞萨洛尼基全体犹太社区委员会等“颠覆分子”。全国领导罗森堡工作组花费一周评估犹太资产。为讨好德国人，傀儡政府总理乔治·措拉科格鲁宣布希腊存在“犹太人问题”，而且与战争爆发前犹太人和希腊人之间的矛盾无关：“问题将在欧洲新秩序整体框架得到最终解决”。

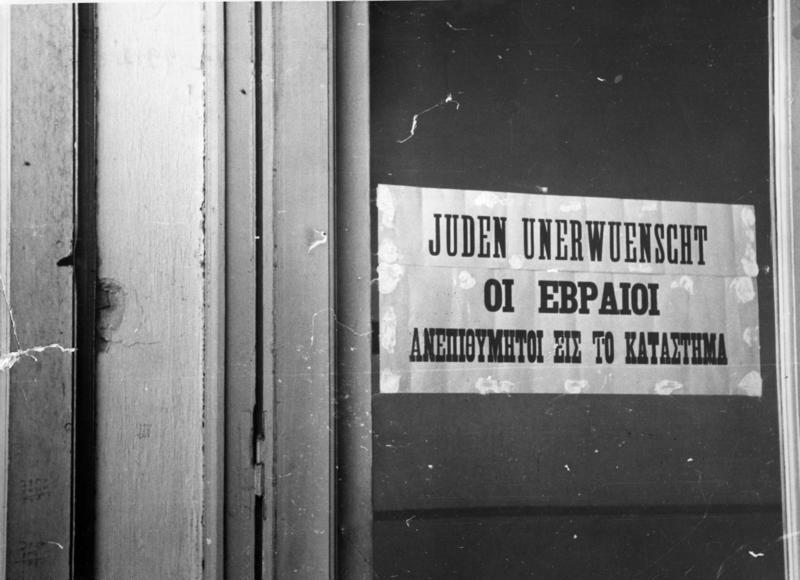
1941年塞萨洛尼基的“不欢迎犹太人”标语牌

占领区居民各种财产面临大规模没收，不是犹太人也不能幸免。富有犹太人被捕，生意充公。轴心国占领希腊头一年，犹太人和其他希腊人均面临严重饥荒、恶性通胀等灾难。面对处决威胁，黑市活动依然猖獗。许多希腊犹太人是城市无产阶级，在乡村缺乏根基，受饥荒影响特别严重。德国占领军力图加剧塞萨洛尼基犹太人与基督徒的分歧，鼓动报纸刊登反犹素材，重振梅塔克萨斯下禁令的希腊民族联盟。保占区成百上千的色雷斯犹太人被迫进入保加利亚劳役营，反而避开饥荒和1943年的驱逐。抵达马其顿不久的犹太人（基本是来自南斯拉夫的数百难民）须在1941年11月向警方登记，其中少数马上被德国人挽留、驱逐、处决。

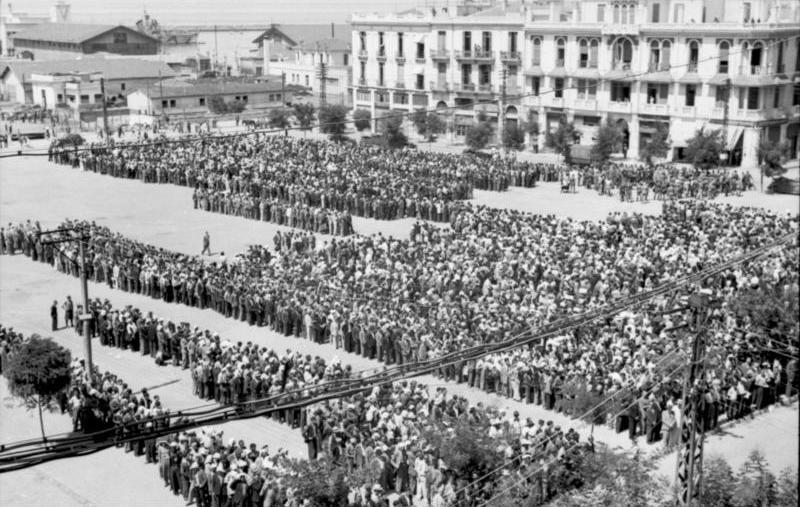
1942年7月11日塞萨洛尼基围捕九千名犹太人

希腊傀儡政府向德国当局提供疑似共产党人员名单，德国人把他们挟为人质，一旦发生抵抗运动就枪杀人质报复，其中犹太人占绝对多数。1941年下半年，塞萨洛尼基的犹太人房产大量充公，用于安置逃离保占区或住房毁于轰炸的基督徒。1942年2月，傀儡政府同意德方要求开除据称含犹太血统的高官吉尔吉奥斯·达斯卡拉基斯，还在不久前应德国要求同意禁止犹太人离境。
1942年7月11日，德方与希腊傀儡政府联合行动，在塞萨洛尼基围捕九千犹太男子到自由广场登记。集合起来的犹太人面临公开侮辱，被迫在众目睽睽下操练。登记后纳粹土木与軍事工程组织托特把其中3500名犹太男子征入劳役营。希腊宪兵看管移送工地的强制劳工，前希腊军官监督工作项目。劳役工作和生活条件极其恶劣，成百上千的犹太人死亡。一旦有人逃跑，德国人就枪杀剩下的人报复。希腊当局和东正教会从未抗议。塞萨洛尼基政府多年来一直想取得广阔的塞萨洛尼基犹太墓地，此时为赎回劳工同胞，犹太社区付出20亿希腊德拉克马同时还不得不放弃墓地。塞萨洛尼基市政当局从1942年12月开始摧毁墓地，市政府和希腊东正教会用大量墓碑充当建筑材料。1942年结束前，已有上千犹太人从塞萨洛尼基逃到雅典，行程耗资15万希腊德拉克马，基本上只有富裕阶层才能负担。

## 驱逐
1942年下半年法国犹太人大屠杀期间，两千多名希腊犹太人逐入奥斯威辛集中营。史家克里斯托夫·布朗宁引述格尔哈德·恩格尔日记中德国元首阿道夫·希特勒“命令清除塞萨洛尼基犹太分子”的记载，认为希特勒是在1941年11月2日下令驱逐该城犹太人。塞萨洛尼基首席拉比兹维·科雷茨1941年5月至1942年1月在维也纳遭拘禁，比塞萨洛尼基开始驱逐犹太人还早一年。
希特勒认为盟军一旦来攻，犹太人将对轴心国防御不利。在爱琴海北部设立防线准备应对盟军来袭的同时，德方还打算驱逐比塞萨洛尼基的犹太人，并派顾问特奥多尔·丹内克到保加利亚确保清除西色雷斯的犹太人。据史家安德鲁·阿波斯托洛记载，为阻止保加利亚永久吞并西色雷斯和马其顿，希腊傀儡政府继续配合德国人，同时又为应对盟军胜利的局面制造洗白证据。傀儡和战后希腊政府都把二战当成希腊化该国北部的机遇，如驱逐查姆阿尔巴尼亚人和大量斯拉夫语希腊马其顿人。科孚岛至土耳其边境的广阔地区犹太人死亡率最高。
共计六万犹太人从希腊逐往奥斯威辛集中营，没有马上送入毒气室的仅约12750人，战后归国的不到两千。有些犹太人不知道前途命运，以为会到波兰参加强制劳役。运送犹太人的火车挤得水泄不通，人甚至无法坐倒，旅途耗时三周。死在路上的犹太人高达一半，还有些发疯，抵达奥斯威辛集中营时只有极少数还能站立。希腊当局很快卖掉犹太人的财产，亦或希腊人私下洗劫或经政府收归国有。全国各地的基督徒几乎都在犹太人离开后进入犹太社区抢劫。

### 色雷斯（1943年3月）
保加利亚占领的马其顿和西色雷斯共有4273名犹太人，其中4058人在1943年3月6日拂晓前被捕。围捕是在2月22日计划，保加利亚陆军封锁社区，警察按地址和名单抓人。围捕的犹太人送到上朱马亚和杜普尼察，停留数周后再经多瑙河运到特雷布林卡灭绝营。不到一个月，保占区遇害犹太人就达九成七，驱逐者无一生还。据丹内克记载，当地居民对驱逐犹太人“没有任何特别反应”。保加利亚当局认为清除犹太人、希腊人等非保加利亚族裔团体是为保加利亚人前来定居腾出空间的必要步骤。

### 塞萨洛尼基（1943年3至8月）

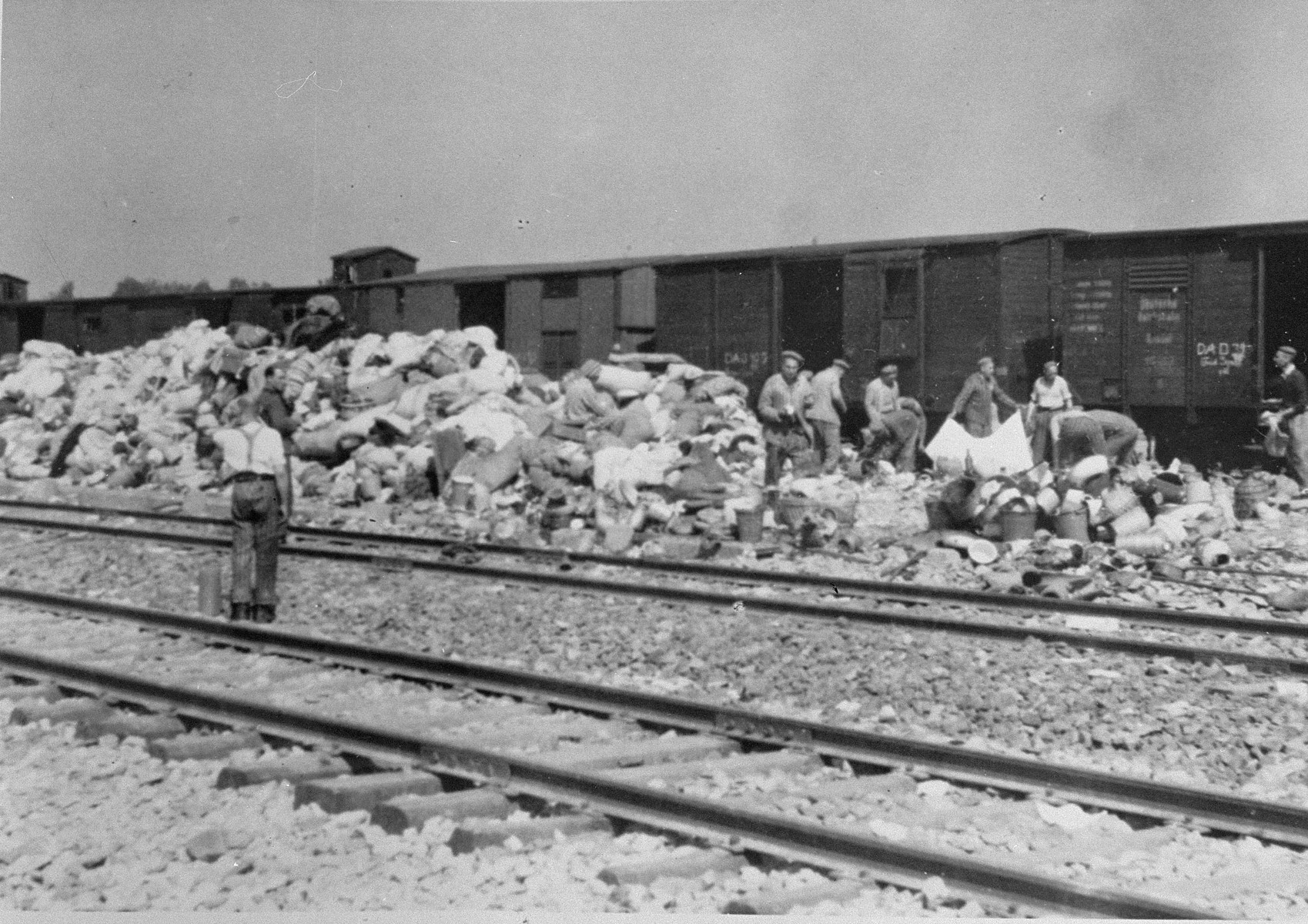
1944年初，奥斯威辛集中营囚犯分拣没收财产，其中包括从塞萨洛尼基驱逐的夏姆·雷菲尔

驱逐塞萨洛尼基犹太人的准备工作从1943年1月开始。德国官员京特·阿尔滕堡1月26日通知傀儡政府总理康斯坦蒂诺斯·洛格托普洛斯，从文献记载来看后者没有采取任何措施阻止驱逐，仅在驱逐启动后写过两封抗议信。总理写出抗议信后，傀儡政府仍然配合驱逐犹太人。意占区当局和领事格尔福·赞博尼积极抗争，给予希腊犹太人意大利公民身份，安排数以百计的意大利或外国犹太人前往雅典。希腊境内西班牙官员同样力图阻止驱逐。
负责驱逐的党卫队工作组2月6日抵达塞萨洛尼基，在韦利萨里奥街42号的没收犹太人别墅设立总部。党卫队头目阿洛伊斯·布伦纳和迪特·维斯利克尼住一楼，犹太富人关在地下室受尽折磨。。党卫队带来大量反犹太法令，准备推行纽伦堡法案，抵达当天就发布第一项：除外国公民外，犹太人须佩戴黄色六角星。纳粹在火车站旁设立隔都，铁丝网3月4日合围。希腊正规警察看管犹太人，猶太區警察负责内部秩序。兰加达斯的15个犹太家族首批送到隔都，区内生活的犹太人一度高达2500人。
仅少数犹太人逃到山区，随后要么加入抵抗组织，要么逃往雅典，能够抵达的更少之又少。为防止逃离，隔都实施宵禁并扣押25名犹太人质。德国当局谎称要把塞萨洛尼基的犹太人运到波兰，还给他们波兰货币，上路时准许携带少量财物，骗取受害人配合。首辆运输火车1943年3月15日离开塞萨洛尼基，6月中旬已完成大部分驱逐，8月10日出发的最后一辆火车装载1800名强制劳役犹太男子。塞萨洛尼基共把45200名犹太人逐至奥斯威辛集中营，还有来自西马其顿、韦里亚，靠近土耳其边境沿线的索弗里、奥雷斯蒂亚达、季季莫蒂霍五地共1700名犹太人也是运到塞萨洛尼基后送往奥斯威辛。以西班牙公民、犹太居民委员会人员为主的约六百犹太人运到贝尔根-贝尔森集中营。塞萨洛尼基遇害的犹太人高达九成六。
3月6日所有犹太企业停业后，当局发现1700家犹太商人机构有500参与对外贸易，关闭将导致德国企业利益受损，于是决定由新业主继续经营。五月底，希腊政府设立“犹太财产保管部”监管驱逐犹太人的财产。保占区逐出的希腊人获许住进原犹太人住所（没收的犹太人公寓达1.1万套），许多德国人和希腊人靠没收财产致富。根据公开宣示信息，犹太人的财产总额达110亿希腊德拉克马，其中很大一部分转为希腊国有资产。德国占领军下令禁止抢劫，但希腊基督徒还是拆除大部分犹太房屋搜寻隐藏金币。从犹太人手中没收的黄金用于抵御通胀，对希腊经济影响很大。史家科斯蒂斯·科尼蒂斯表示，无论精英阶层还是普罗大众，最后都对犹太人从塞萨洛尼基经济生活消失非常满意。

### 逾越节围捕（1944年3月）
1943年9月意大利停战后，希腊境内意占区落入德国之手。剩下15个犹太社区还剩不到两千人，大多靠近港口或主要道路。于尔根·斯特罗普出任德占区高级党卫队和警察领袖，职责包括驱逐雅典犹太人。他命令雅典首席拉比埃利亚斯·巴兹莱制订犹太人名单，后者称社区登记表毁于一年前与占领军合作的希腊社会主义爱国组织突袭。斯特罗普命令巴兹莱制订新名单，首席拉比向犹太人示警赶快逃跑，并在左翼抵抗组织民族解放阵线帮助下潜逃。巴兹莱与民族解放阵线达成协议，用犹太社区全部现金储备换取反抗军控制区庇护犹太人。
斯特罗普10月4日对犹太人实施宵禁，命令所有犹太人到犹太会堂登记。不登记的犹太人、帮助犹太人的基督徒可判死刑，但实际登记的仅两百人，许多人效仿巴兹莱逃走。占领军兵力不足，伊奥尼斯·拉利斯为首的希腊傀儡政府拒绝配合，纳粹分子只得暂停驱逐直到1944年。拉利斯迫于压力通过没收犹太人财产的法律。富裕或中产阶层还能东躲西藏，向当局登记的底层犹太人根本没有经济资源逃跑。此后半年，越来越多的犹太人在资源耗尽后不得不放弃躲藏。德国人迟迟没有驱逐令部分犹太人产生麻痹心理，他们或者对威胁缺乏认识，或者不愿离开亲人，或是对抵抗运动心存消极，再加上犹太领导阶层行动不力，导致许多犹太人白白浪费逃生机会。
阿道夫·艾希曼1944年1月派安东·伯格取代维斯利克尼，负责尽快驱逐希腊犹太人。同年三月，德国秘密战地警察和希腊宪兵利用犹太节日逾越節为掩护协调行动，围捕希腊各地犹太人。3月23日，雅典犹太会堂发放尚未发酵的面包，三百名想领面包的犹太人被捕，登记名单上其他人当天也没逃脱抓捕。希腊警察大多不愿逮捕不在名单上的犹太人，不少儿童因此逃生。当天抓获的两千犹太人关在城外海达里集中营。3月24日，帕特拉斯、哈尔基斯、约阿尼纳、阿尔塔、普雷韋扎、拉里萨、沃洛斯、卡斯托里亚等希腊本土所有尚未清洗社区的犹太人全部落网，而且逃离人口比例不及其他地区。4月2日火车离开雅典，北上途中还有犹太人上车，共从希腊运走近五千犹太人，九天后抵达奥斯威辛。

### 希腊岛屿（1944年6至8月）

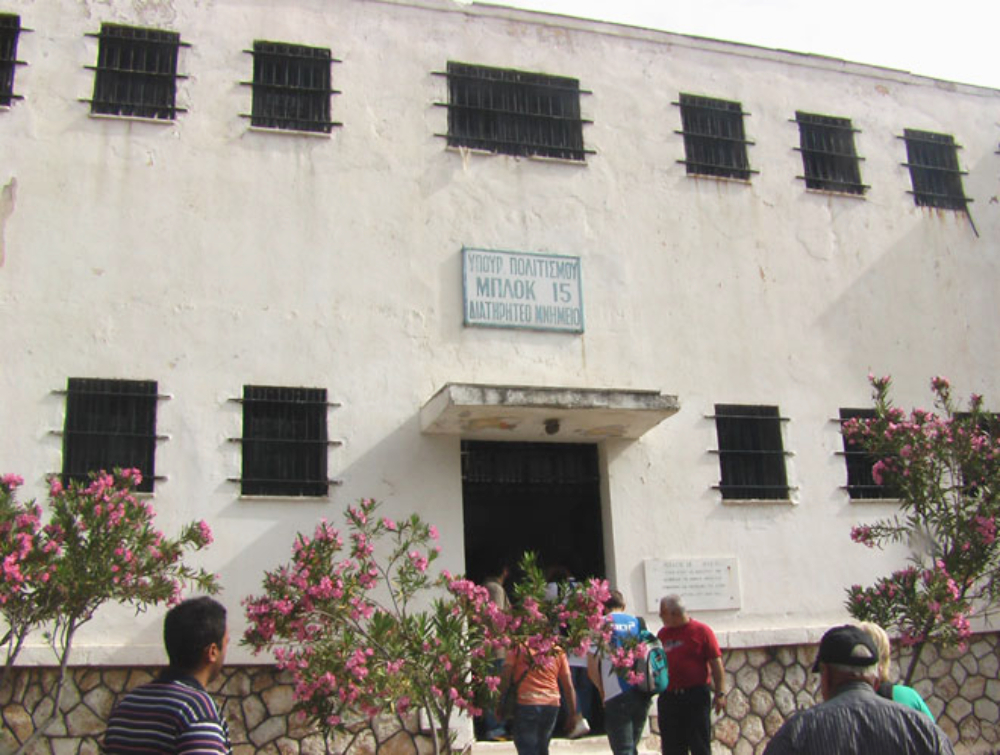
海达里集中营15号楼（摄于2009年）

纳粹在逾越节围捕后集中精力对付希腊岛屿上的犹太人。克里斯岛所有犹太人在5月20日遭围捕，其中哈尼亚314人，伊拉克利翁26人，6月7日从苏达湾港口运走。两天后盟军鱼雷将船击沉，船上犹太人据信全部遇难。1943年意大利签署停战协议，但科孚岛上的意大利驻军拒绝投降。岛上犹太人对意大利军人的警告无动于衷，没有逃入山区躲避。德国强行占领该岛，战斗过程令犹太人区沦为废墟。科孚岛犹太人6月8日遭围捕，随即用船和火车运到海达里。科孚市长宣布“德国好友已清除岛上犹太流氓”，是希腊官方唯一一次公然认可驱逐犹太人。6月21日，科孚岛犹太人从海达里逐往波兰。
佐澤卡尼索斯群島二战前属意大利领土。英国1943年短暂占领科斯岛转移成千上万的希腊基督徒，没转移犹太人。1944年7月23日，罗得岛1661名犹太人被迫登上开往比雷埃夫斯的船。船停靠萊羅斯島加装科斯岛94名犹太人。雅典及周边共七到九百犹太人被捕，8月3日逐往奥斯威辛，16号抵达。罗得岛和科斯岛一共只有157名犹太人生还，占比不足一成。这是希腊犹太人大屠杀期间最后一次驱逐行动，两个月后轴心国结束占领。少数藏在小岛上的犹太人没有遭遇围捕和驱逐。

## 逃避与抵抗

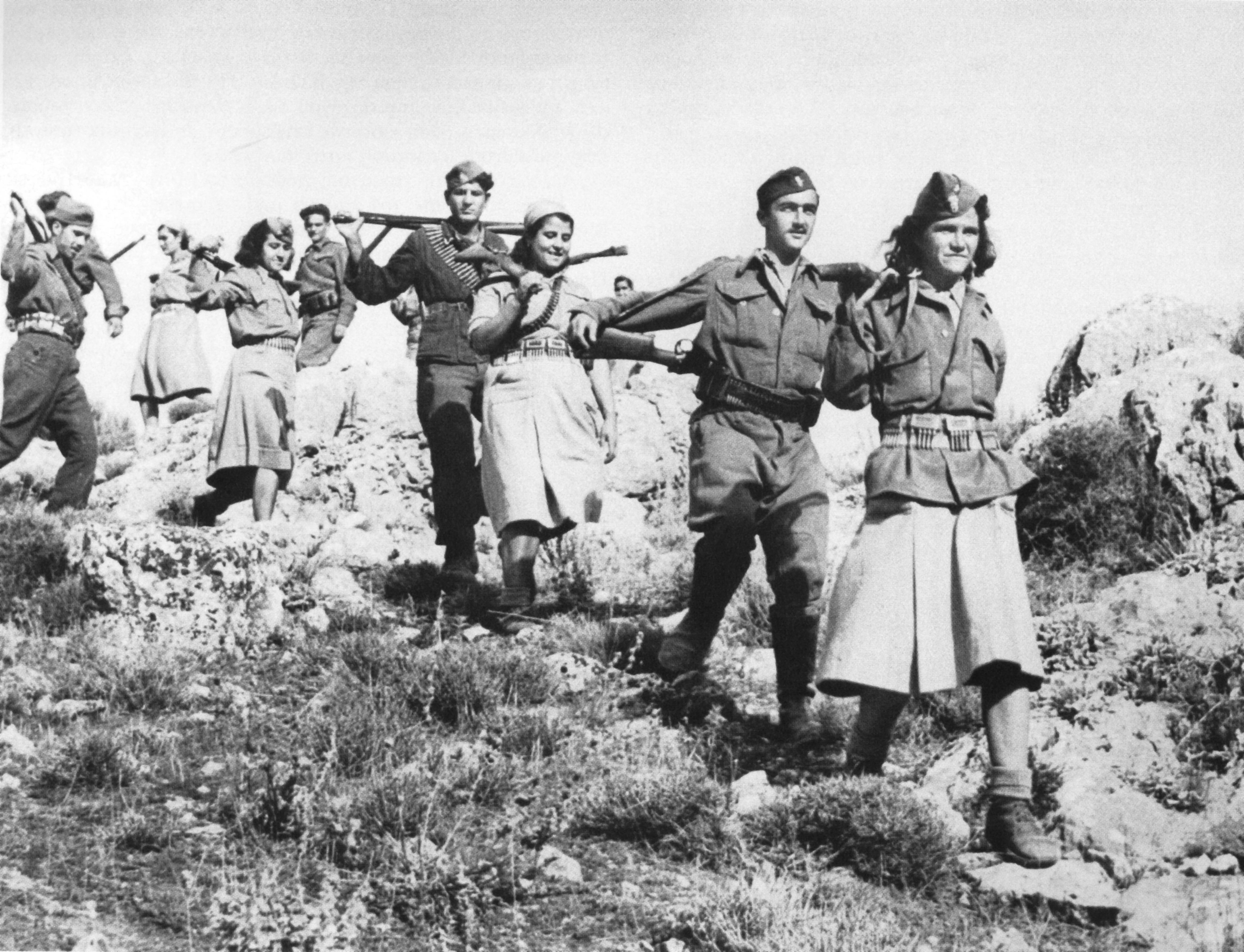
希腊人民解放军战士，右二是希腊犹太人萨尔瓦托·巴科拉斯，摄于1944年10月

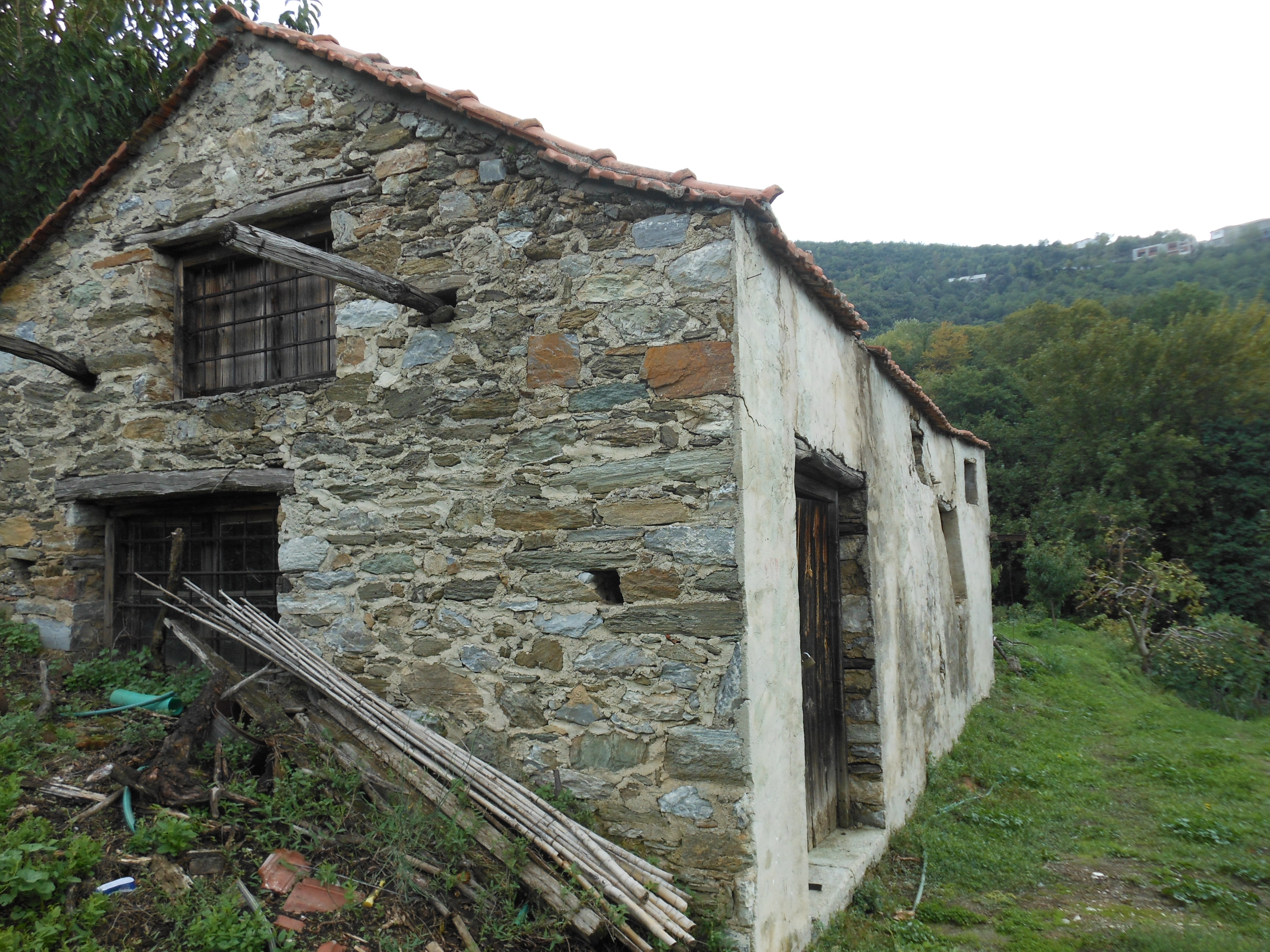
犹太人躲在拉脱尼亚的储藏室（图）生存

驱逐时间、地方政府态度、犹太社区整合程度等因素令各地犹太人存活率差异很大。希腊犹太人大屠杀幸存者迈克尔·马萨斯认为抵抗组织实力和犹太领导阶层反应影响最大。塞萨洛尼基犹太人遭驱逐，意大利停战、占领区落入德国之手后，希腊其他地区数千犹太人加入抵抗组织或躲藏起来。色萨利、雅典等希腊中部地区、伯罗奔尼撒死于大屠杀的犹太人比较少。色萨利犹太人生还率比较高，左翼抵抗组织功不可没。卡尔季察与阿格里尼翁的犹太人都只有80人左右，全部逃入民族解放阵线旗下希腊人民解放军控制的山村。韦里亚55名犹太人在附近西基亚村藏身15到17个月。二战爆发前雅典和拉里萨生活的犹太人至少有三分之二幸存。
希臘教會首脑达马斯基诺斯总主教以强硬措辞抗议希腊犹太人面临的恶劣境遇，发出大量虚假洗禮证书。他是欧洲唯一谴责大屠杀的主要教会领袖。雅典警察局长安杰洛斯·埃弗特发布假文件拯救成百上千的犹太人生命。扎金索斯州275名犹太人全部幸免，当地市长和东正教长拒绝遵守命令上交犹太人名单，仅写上自己的名字，奥地利驻军（属德国国防军第999轻装非洲师）统领见此也没有执行驱逐令。史家乔治·安东尼奥表示：“无私与自私之间的界限往往很难区分”，藏匿的犹太人遭遇抢劫“毫不稀奇”。与其他国家不同，希腊拉比鼓励犹太人接受虚假洗礼证书。许多藏匿的犹太人皈依基督教，战争结束后也不一定回归犹太教。
希腊抵抗势力乐于接受犹太志愿者加入，留下姓名的抵抗势力犹太战士至少650人，总人数可能达到两千。他们大多加入希腊人民解放军，少数加入希腊民族共和联盟或國家社會解放組織。与其他抵抗组织不同，民族解放阵线呼吁希腊人向犹太同胞伸出援手，积极招募青少年犹太人加入希腊人民解放军。数以千计的犹太人获民族解放阵线和希腊人民解放军救助，总人数可能达到八千。民族解放阵线有时对犹太人实行有偿救助，走私犯向犹太人提供可装载约24人的小船，经优卑亚岛运到土耳其切什梅，要价三百巴勒斯坦镑，后来希腊人民解放军与哈加拿经谈判约定每名犹太人收费一枚金币。截至1944年6月，共850名犹太人逃到切什梅。

## 余波

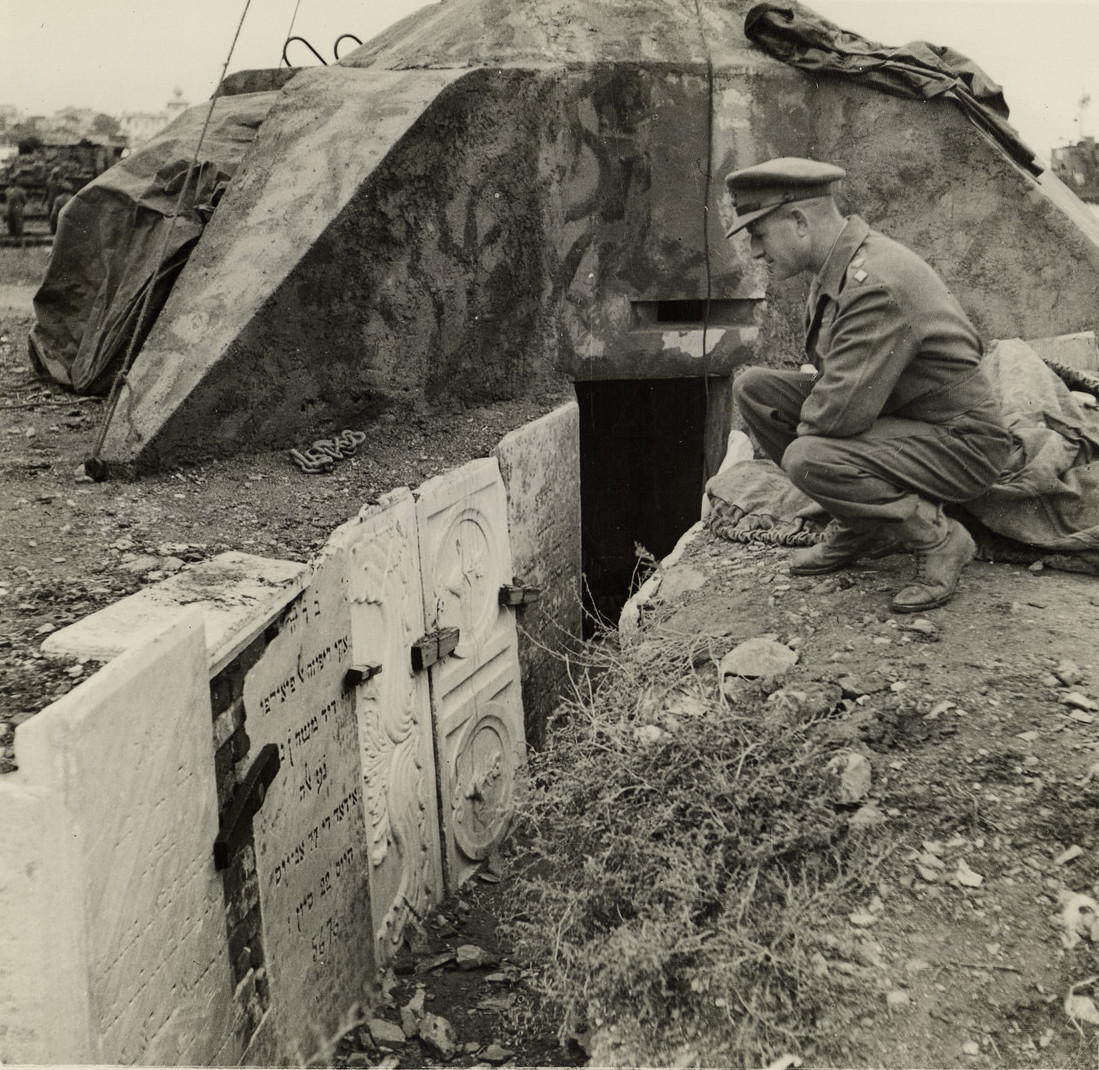
英国军人查看塞萨洛尼基犹太墓地的墓碑，摄于1944年

轴心国占领军在1944年11月结束前全部撤离希腊本土。约万名希腊犹太人逃过大屠杀，死亡率达八成三至八成七，无论在巴尔干半岛还是整个欧洲均高居首位。集中营幸存者与留在希腊或从海外回归的犹太人分歧很大。从集中营返回希腊的幸存者约半数在短暂停留后移民，还有许多人根本就没有返回希腊。希腊外交部企图推迟或阻止犹太人回国，塞萨洛尼基其他族裔常将集中营幸存者贬为“没用过的肥皂”。几乎所有犹太人都有家人丧生，家族四分五裂，宗教专业人士寥寥无几，导致他们基本不可能维持传统犹太教仪式。
1944年11月，希腊流亡政府回归期间宣布没收犹太人财产的法律无效，在欧洲各国率先通过法规将财物归还犹太业主或继承人，无人继承的财产交给犹太组织，但法律完全沦为空谈。许多犹太人没有任何财产，也得不到地方当局援手，只能睡在条件和纳粹集中营差不多的临时住所。对于绝大多数犹太人来说，战争期间落入其他族裔之手的财产即便还有可能追回也实在太困难。塞萨洛尼基犹太人寻回的财产不超过一成半，收回所有房产的只有30人。前意占区犹太人在战争结束后要取回财产相对容易。希腊法院的裁决大多对犹太幸存者不利，许多人无法收回财产后移居海外，一旦移民就会丧失希腊公民身份和希腊境内任何财产主张。财物之争对反犹太冲突火上浇油，战争结束后犹太墓地仍面临征用和破坏。西德向希腊支付赔偿，但没有任何资金用于补偿犹太人。
以美犹联合救济委员会为代表的美国犹太慈善机构在希腊等欧洲国家协调救助犹太幸存者。美犹联合救济委员会认为犹太人在欧洲东南部难以维系，优先援助有意移民巴勒斯坦者。美国的塞法迪犹太人为希腊犹太人结婚筹资支付彩礼或嫁妆，提供衣物、鞋子、食品。锡安主义者组织“准备”课程，为犹太人移民巴勒斯坦托管地做准备。
许多犹太人在二战前支持左翼政党，民族解放阵线的救助令他们更加认同左派。如此立场导致犹太人在政治上受人猜疑，部分希腊人甚至像纳粹那样鼓吹犹太人就是共产党。希腊白色恐怖时期，疑似支持左派的犹太人遭遇逮捕、折磨、暗杀，与纳粹合作的通敌人士在如此政治气候下却能自我标榜成忠于民族的反共模范市民。希腊政府回避起诉通敌者，1959年通过法律阻止起诉在希腊犯下大屠杀罪行的郐子手，直到2010年才废除。希腊政府数十年来反复回绝犹太人引渡并审判布伦纳的诉求，此人一直在叙利亚生活。引人注目的审判将引起世人关注希腊北部犹太人大屠杀，这对该国各政治派系来说都难以接受。
1946至1949年，希腊君主制政府与接替民族解放阵线和希腊人民解放军的左派叛军爆发内战。鲍曼指出，反共联盟存在强烈的反犹太立场，对犹太人的憎恨传承已久。犹太人应征加入政府军者有之，与叛军并肩战斗者有之。叛军战败后，部分犹太共产党员遭处决或监禁，其他人面临希腊社会的有序边缘化。希臘正教會地位日趋稳固，认同左派的犹太人在内战后面临清洗，同希腊主流社会渐行渐远。战后不到十年，希腊犹太人口减半，此后基本保持稳定。2017年该国通过法律，丧失希腊公民身份的大屠杀幸存者及后裔可以恢复。2021年希腊共有约五千犹太人，绝大多数住在雅典和塞萨洛尼基，分占六成和二成。

## 影响

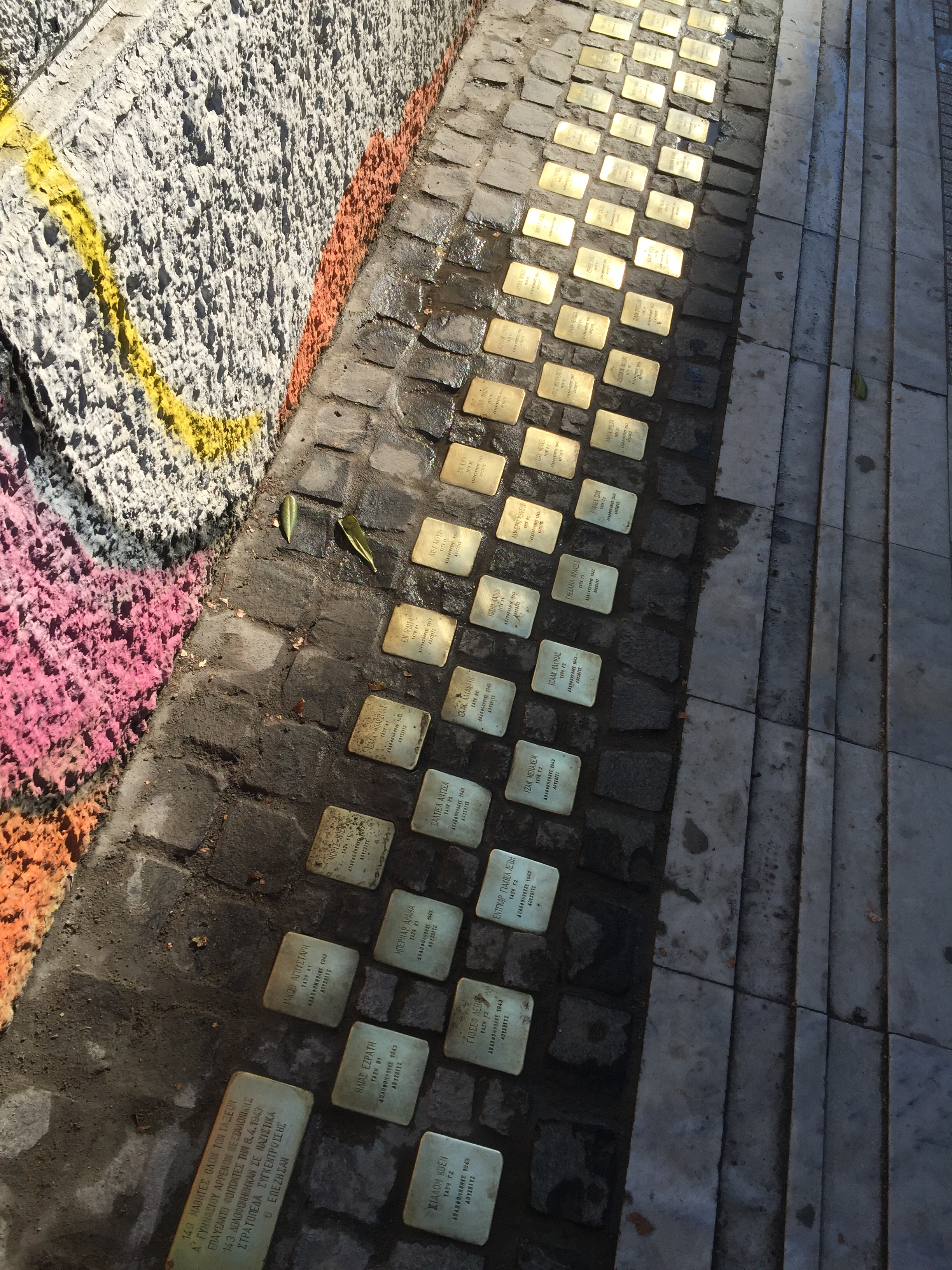
塞萨洛尼基纪念驱逐学童的绊脚石

希腊犹太人大屠杀长期笼罩在希腊饥荒、抵抗运动、内战等历史阴影下，希腊人普遍高估希腊基督徒的团结程度，令他们对犹太人大屠杀缺乏关注。希腊反犹太情绪相对高昂，在2004年年以前位居欧洲联盟各国首位，同样导致社会对犹太人大屠杀轻描淡写。希腊人倾向巴勒斯坦人的立场形成特殊社会氛围，将犹太人等同于以色列，反犹立场可以伪装成反錫安主義原则行径。纳粹大屠杀否认论在部分希腊人群甚嚣尘上，特别是极端分子政党金色黎明。
史家凯瑟琳·伊丽莎白·弗莱明写道，希腊犹太人毁灭的故事往往沦为工具，用于赞颂希腊东正教如何善良和勇敢。在她看来，部分希腊人英勇挽救犹太人，但希腊基督徒不时破坏犹太人的生活，许多人对此无动于衷，喜闻乐见者不在少数。二战结束数十年后，学术界才开始研究希腊犹太人大屠杀，而且至今不成气候。希腊通敌者行径沦为学术禁忌，直到21世纪才面临审视。
希腊2005年加入国际大屠杀纪念联盟，犹太人大屠杀教育随后纳入国家课程。雅典是最后一个没有犹太人大屠杀纪念馆的欧洲国家首都，纪念建筑直到2010年才落成。塞萨洛尼基自由广场和犹太人墓地、罗得岛、约阿尼纳、卡瓦拉、拉里萨等地都有犹太人大屠杀纪念物。希腊境内犹太人大屠杀纪念物一再遭受破坏。1977年希腊犹太人博物馆在雅典开幕，2017年希腊犹太人大屠杀博物馆在塞萨洛尼基开建。截至2021年，以色列猶太大屠殺紀念館共承认362名轴心国占领期救助犹太人的希腊人为國際義人。

## 脚注
1. 1 2  Bowman 2009，第1頁.
2. 1 2  Bowman 2009，第11頁.
3. ↑  Bowman 2009，第1–2頁.
4. ↑  Fleming 2008，第8–9頁.
5. ↑  Fleming 2008，第2, 9頁.
6. ↑  Bowman 2009，第11–12頁.
7. ↑  Fleming 2008，第15–17頁.
8. ↑  Bowman 2009，第12頁.
9. ↑  Fleming 2008，第17頁.
10. ↑  Fleming 2008，第22–23頁.
11. ↑  Bowman 2009，第12–13頁.
12. ↑  Bowman 2009，第15頁.
13. ↑  Bowman 2009，第13–14頁.
14. ↑  Fleming 2008，第1頁.
15. ↑  Bowman 2009，第14–15頁.
16. ↑  Bowman 2009，第15–16頁.
17. ↑  Bowman 2009，第16頁.
18. 1 2 3  Antoniou & Moses 2018，第1頁.
19. ↑  Naar 2016，第280頁.
20. ↑  Bowman 2009，第17–18頁.
21. ↑  Mazower 2004，第301, 306頁.
22. ↑  Mazower 2004，第322–323頁.
23. ↑  Fleming 2008，第58頁.
24. ↑  Bowman 2009，第11, 16, 18頁.
25. ↑  Fleming 2008，第6, 8, 42–43頁.
26. ↑  Fleming 2008，第47頁.
27. ↑  Chandrinos & Droumpouki 2018，第16頁.
28. ↑  Fleming 2008，第98頁.
29. ↑  Bowman 2009，第17頁.
30. ↑  Bowman 2009，第28–29頁.
31. ↑  Bowman 2009，第23頁.
32. ↑  Fleming 2008，第93頁.
33. ↑  Bowman 2009，第10頁.
34. ↑  Bowman 2009，第29頁.
35. ↑  Fleming 2008，第100頁.
36. ↑  Bowman 2009，第31–32頁.
37. ↑  Fleming 2008，第101頁.
38. ↑  Bowman 2009，第39–40頁.
39. ↑  Fleming 2008，第104–105頁.
40. ↑  Bowman 2009，第40頁.
41. ↑  Bowman 2009，第39頁.
42. ↑  Fleming 2008，第108頁.
43. ↑  Apostolou 2018，第91–92頁.
44. ↑  Kerem 2012，第194頁.
45. ↑  Bowman 2009，第41頁.
46. 1 2 3  Bowman 2009，第46–47頁.
47. 1 2  Chandrinos & Droumpouki 2018，第17頁.
48. ↑  Apostolou 2018，第96頁.
49. 1 2  Apostolou 2018，第97頁.
50. ↑  Bowman 2009，第43–44頁.
51. ↑  Chandrinos & Droumpouki 2018，第18頁.
52. ↑  Apostolou 2018，第93頁.
53. ↑  Bowman 2009，第44–45頁.
54. ↑  Bowman 2009，第46頁.
55. ↑  Fleming 2008，第116頁.
56. ↑  Fleming 2008，第102, 108, 114頁.
57. ↑  Mozjes 2011，第94頁.
58. ↑  Apostolou 2018，第98頁.
59. ↑  Apostolou 2018，第99–100頁.
60. ↑  Apostolou 2018，第100–101頁.
61. ↑  Apostolou 2018，第102–103頁.
62. 1 2  Bowman 2009，第50–51頁.
63. ↑  Chandrinos & Droumpouki 2018，第18–19頁.
64. 1 2  Bowman 2009，第51頁.
65. 1 2  Chandrinos & Droumpouki 2018，第19頁.
66. ↑  Apostolou 2018，第103頁.
67. ↑  Saltiel 2018，第117頁.
68. 1 2 3  Fleming 2008，第118頁.
69. ↑  Bowman 2009，第52頁.
70. ↑  Fleming 2008，第98, 118頁.
71. ↑  Kornetis 2018，第240, 248頁.
72. ↑  Apostolou 2018，第104–105, 107頁.
73. ↑  Wetzel 2015，第123-124頁.
74. ↑  Kerem 2012，第207頁.
75. ↑  Bowman 2009，第60頁.
76. ↑  Bowman 2009，第61頁.
77. ↑  Bowman 2009，第61–62頁.
78. ↑  Apostolou 2018，第107–108頁.
79. ↑  Apostolou 2018，第111–112頁.
80. ↑  Bowman 2009，第94頁.
81. ↑  Fleming 2008，第123, 141頁.
82. ↑  Hantzaroula 2019，25.
83. ↑  McElligott 2018，第80頁.
84. ↑  Bowman 2009，第195頁.
85. ↑  Fleming 2008，第123頁.
86. 1 2  Fleming 2008，第176頁.
87. ↑  Kornetis 2018，第237頁.
88. ↑  Bowman 2009，第80–81頁.
89. ↑  Bowman 2009，第80頁.
90. 1 2  Bowman 2009，第82頁.
91. 1 2  Chandrinos & Droumpouki 2018，第25頁.
92. 1 2  Chandrinos & Droumpouki 2018，第24頁.
93. ↑  Apostolou 2018，第107頁.
94. ↑  Apostolou 2018，第108–109頁.
95. ↑  Fleming 2008，第121, 124頁.
96. 1 2  Mozjes 2011，第96頁.
97. ↑  Bowman 2009，第64頁.
98. ↑  Bowman 2009，第65頁.
99. 1 2  Bowman 2009，第66–67頁.
100. 1 2  Fleming 2008，第124頁.
101. ↑  Bowman 2009，第84頁.
102. 1 2  Chandrinos & Droumpouki 2018，第23頁.
103. ↑  Chandrinos & Droumpouki 2018，第22–23頁.
104. ↑  Chandrinos & Droumpouki 2018，第32頁.
105. ↑  Kavala 2018，第183頁.
106. ↑  Kornetis 2018，第237–238頁.
107. ↑  Chandrinos & Droumpouki 2018，第23–24頁.
108. ↑  Kavala 2018，第194頁.
109. ↑  Kavala 2018，第192頁.
110. ↑  Kavala 2018，第199, 202頁.
111. 1 2  Kornetis 2018，第250頁.
112. ↑  Bowman 2009，第67–68頁.
113. ↑  Chandrinos & Droumpouki 2018，第26頁.
114. ↑  Bowman 2009，第68, 160頁.
115. ↑  Bowman 2009，第160頁.
116. ↑  Chandrinos & Droumpouki 2018，第26–27頁.
117. 1 2  Antoniou 2018，第140頁.
118. ↑  Fleming 2008，第134–135頁.
119. 1 2 3 4  Chandrinos & Droumpouki 2018，第27頁.
120. 1 2 3  Bowman 2009，第69頁.
121. 1 2 3 4 5  Chandrinos & Droumpouki 2018，第30頁.
122. ↑  Bowman 2009，第70–71頁.
123. 1 2 3  Chandrinos & Droumpouki 2018，第29頁.
124. ↑  Bowman 2009，第70頁.
125. ↑  Fleming 2008，第110頁.
126. ↑  Chandrinos & Droumpouki 2018，第30–31頁.
127. ↑  Bowman 2009，第72–73頁.
128. 1 2  Bowman 2009，第74頁.
129. 1 2 3  McElligott 2018，第58頁.
130. ↑  Bowman 2009，第42–43, 150–151頁.
131. 1 2  Chandrinos & Droumpouki 2018，第31頁.
132. 1 2  Bowman 2009，第76–77頁.
133. ↑  Fleming 2008，第113頁.
134. ↑  Fleming 2008，第138頁.
135. 1 2  Chandrinos & Droumpouki 2018，第28頁.
136. ↑  Hantzaroula 2019，14.
137. ↑  Chandrinos & Droumpouki 2018，第27–28頁.
138. ↑  Antoniou 2018，第136頁.
139. ↑  Chandrinos & Droumpouki 2018，第28–29頁.
140. ↑  Fleming 2008，第132頁.
141. ↑  Fleming 2008，第110–111頁.
142. ↑  Bowman 2009，第72, 75頁.
143. ↑  Antoniou 2018，第143頁.
144. ↑  Antoniou 2018，第145頁.
145. ↑  Fleming 2008，第135頁.
146. 1 2  Fleming 2008，第172頁.
147. 1 2  Bowman 2009，第147頁.
148. ↑  Hantzaroula 2019，34–35.
149. 1 2 3  Bowman 2009，第163頁.
150. 1 2  Kerem 2012，第208頁.
151. ↑  Kerem 2012，第195頁.
152. ↑  Bowman 2009，第199–200頁.
153. ↑  Bowman 2009，第210頁.
154. ↑  Fleming 2008，第171–172頁.
155. ↑  Králová 2018，第307頁.
156. ↑  Fleming 2008，第209頁.
157. ↑  Bowman 2009，第223頁.
158. 1 2  Kavala 2018，第204頁.
159. ↑  Kornetis 2018，第243頁.
160. ↑  Blümel 2021，第96頁.
161. ↑  Fleming 2008，第173, 182頁.
162. ↑  Fleming 2008，第176, 178頁.
163. ↑  Kavala 2018，第203–204頁.
164. ↑  Fleming 2008，第177頁.
165. 1 2  Kornetis 2018，第244–245頁.
166. ↑  Kavala 2018，第204–205頁.
167. ↑  Fleming 2008，第178頁.
168. ↑  Apostolou 2018，第111頁.
169. 1 2 3  Fleming 2008，第175頁.
170. ↑  Droumpouki 2021，第15頁.
171. ↑  Blümel 2021，第99頁.
172. ↑  Naar 2018，第273頁.
173. ↑  Naar 2018，第275頁.
174. ↑  Fleming 2008，第187頁.
175. ↑  Bowman 2009，第219–220頁.
176. ↑  Fleming 2008，第171頁.
177. ↑  Bowman 2009，第228–229頁.
178. ↑  Blümel 2021，第106頁.
179. ↑  Blümel 2021，第105頁.
180. ↑  Blümel 2021，第94頁.
181. ↑  Bowman 2009，第218頁.
182. 1 2  Droumpouki 2016，第213頁.
183. ↑  Fleming 2008，第211–212頁.
184. ↑  Fleming 2008，第175, 209頁.
185. ↑  Bowman 2009，第235頁.
186. ↑  TI20170318.
187. ↑  EJC-Greece.
188. ↑  Antoniou & Moses 2018，第2, 7頁.
189. ↑  Chandrinos & Droumpouki 2018，第34頁.
190. ↑  Droumpouki 2016，第212頁.
191. ↑  Fleming 2008，第206頁.
192. ↑  Droumpouki 2016，第212–213頁.
193. ↑  Fleming 2018，第365頁.
194. ↑  Fleming 2018，第364–365頁.
195. ↑  Antoniou & Moses 2018，第2頁.
196. ↑  Kavala 2018，第185頁.
197. ↑  Balodimas-Bartolomei 2016，第244–245頁.
198. ↑  Droumpouki 2016，第208–210頁.
199. ↑  Droumpouki 2016，第203–207, 211頁.
200. ↑  Memorial.
201. ↑  Fleming 2008，第206, 210頁.
202. ↑  Droumpouki 2016，第204–206, 210頁.
203. ↑  Battinou 2003，第41頁.
204. ↑  Rabinowitz 2017.
205. ↑  Names of Righteous by Country.